# 賈蘇古達縣
賈蘇古達縣是印度的一個縣，位於該國東部，由奧里薩邦負責管轄，面積2,081平方公里，每年平均降雨量1,527毫米，識字率為71.4%，2001年人口514,853，人口密度每平方公里247人。

## 外部連結
- 官方网站
- （页面存档备份，存于） list of places in Jharsuguda